# Шамбо
Шамбо (фр. Chambors) насеље је и општина у североисточној Француској у региону Пикардија, у департману Оаза која припада префектури Бове.
По подацима из 2011. године у општини је живело 331 становника, а густина насељености је износила 49,77 становника/km². Општина се простире на површини од 6,65 km². Налази се на средњој надморској висини од 128 метара (максималној 146 m, а минималној 55 m).

## Демографија
| 1962. | 1968. | 1975. | 1982. | 1990. | 1999. | 2011. |
| ----- | ----- | ----- | ----- | ----- | ----- | ----- |
| 114   | 140   | 152   | 169   | 307   | 304   | 331   |

График промене броја становника у току последњих година